# Carlos Núñez

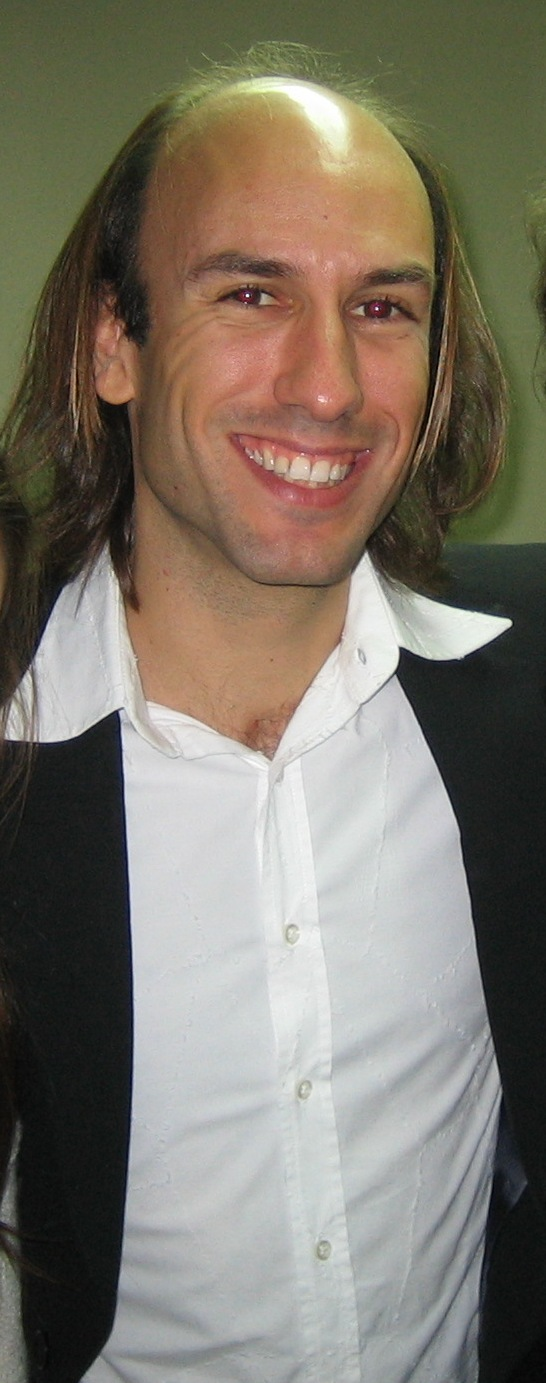
Carlos Núñez

Carlos Núñez (Vigo, Galicië, Spanje, 1971) is een Spaanse musicus die onder anderen speelt op de gaita, de traditionele Galicische doedelzak. Hij begon met doedelzak spelen toen hij acht jaar oud was. Als tiener werd hij uitgenodigd om te spelen bij het Festival Orkest van het Festival Interceltique de Lorient in Bretagne. Hij studeerde blokfluit aan het Koninklijk Conservatorium Madrid, en al snel verwierf hij de status van jonge virtuoos. Hij ontmoette Paddy Moloney van The Chieftains en trad twee jaar later op met de band, hij werd aangeduid als het 7e lid van de band. Hij verscheen ook op het Grammy-winnende album Santiago, dat gericht was op Galicische muziek en kwam hierbij ook in contact met andere artiesten zoals Los Lobos en Linda Ronstadt.
Hij werkte samen met Ry Cooder, Sharon Shannon, Sinead O'Connor, The Chieftains, Altan en La Vieja Trova Santiaguera. Hij werkte samen met Liam O'Flynn op de Piper's Call met een uitvoering van Muiñeira de Poio / Muiñeira de Ourense. Zijn meest bekende album is Irmandade Das Estrelas (1996), waarvan 100.000 exemplaren werden verkocht, en dat werd opgenomen in samenwerking met Nightnoise, Luz Casal, Tino di Geraldo, Triona Ní Dhomhnaill, Micheál Ó Dhomhnaill, Kepa Junkera, Ry Cooder, The Chieftains en Dulce Pontes. Hij breidde daarna zijn speelstijl uit met elementen van Berber muziek en flamenco, evenals met meer uitgesproken Keltische en vooral Bretonse invloeden. Hij werkte mee aan de filmmuziek van de film Tales from Earthsea (Gedo Senki) (2006) en bracht daarna een aanvullend album uit met meer Gedo Senki-muziek. Op zijn album Os Amores Libres (1999) werkte hij samen met de Franse muziekproducent Hector Zazou. Hij bleef daarna toeren over de wereld en speelde op grote en kleine podia.

## Discografie
- Brotherhood of Stars - 1996
- Os Amores Libres - 1999
- Mayo Longo - 2000
- Todos Os Mundos - 2002
- Un Galicien en Bretagne (Finisterre: the End of the Earth) - 2003
- Cinema Do Mar - 2005
- En Concert - 2006 CD & DVD
- Alborada do Brasil – 2009

## Video's

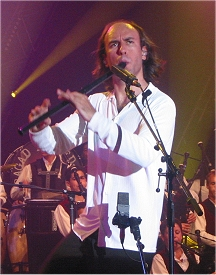
Carlos Nunez in Lorient in Bretagne

- Muziekvideo: "O pozo de Arán"
- Muziekvideo: "Amanecer"
- Muziekvideo: "As covas do rei Cintolo"
- Muziekvideo: "Marcha entrelazado de Allariz"
- Muziekvideo: "O bolero de Ravel -con gaita-
- Muziekvideo: C. Núñez & The Chieftains
- Muziekvideo: C. Núñez & Dan Ar Braz
- Muziekvideo: C. Núñez & Nerea
- Muziekvideo: "A lavandeira da noite"